# 麥梓健
麥梓健（英語：Ken Mak Tsz-kin，1993年—），香港香港民主派政治人物，前公民黨成員，現為香港沙田區議會穗禾選區議員。

## 從政
2019年香港區議會選舉，公民黨派出麥梓健參選穗禾，選舉期間有陳壇丹的中學同學發放陳涉嫌偷竊，非禮，強姦等醜聞，指陳壇丹誠信有問題，令市民不滿。再加上反修例運動引發的高投票率，最終，在麥梓健得票以4,054票對陳壇丹的2,879票，以1,175票之差擊敗陳壇丹，成功奪去民建聯經營了超過24年的選區議席。
當選後，麥梓健即與其他民主派的當選區議員就香港理工大學衝突要求香港警察撤離香港理工大學，並容許各方進入香港理工大學範圍進行人道救援。麥梓健亦參與了時任香港立法會議員與十八區時任及候任區議員要求政府由公務員加薪議程中抽起警隊作獨立審議的聯署。

## 外部連結
- 【逆流青年．6 】公民黨麥梓健：反東北啟蒙 盼重建融洽社區 （页面存档备份，存于）

| 議會席位      | 議會席位                                             | 議會席位 |
| ------------- | ---------------------------------------------------- | -------- |
| 前任： 彭長緯 | 沙田區議會 穗禾選區區議員 2020年1月1日－2021年7月9日 | 空缺     |